# 우에다 후미토
우에다 후미토(上田文人, 1970년 4월 19일 출생)는 일본의 비디오 게임 디자이너이다. 우에다는 재팬 스튜디오의 팀 이코를 이끌며 《이코》(2001년)와 《완다와 거상》(2005년)의 디렉터이자 수석 디자이너로, 그리고 자신의 개발사 젠디자인을 통해 《더 라스트 가디언》(2016년)을 제작한 것으로 잘 알려져 있다. 그의 게임들은 컬트적 지위를 획득했으며, 가상의 언어를 사용한 최소한의 줄거리와 시나리오, 과다 노출되고 채도가 낮은 빛의 활용이 특징이다. 일부에서는 그를 비디오 게임계의 작가주의자로 평가한다.

## 초기 생애

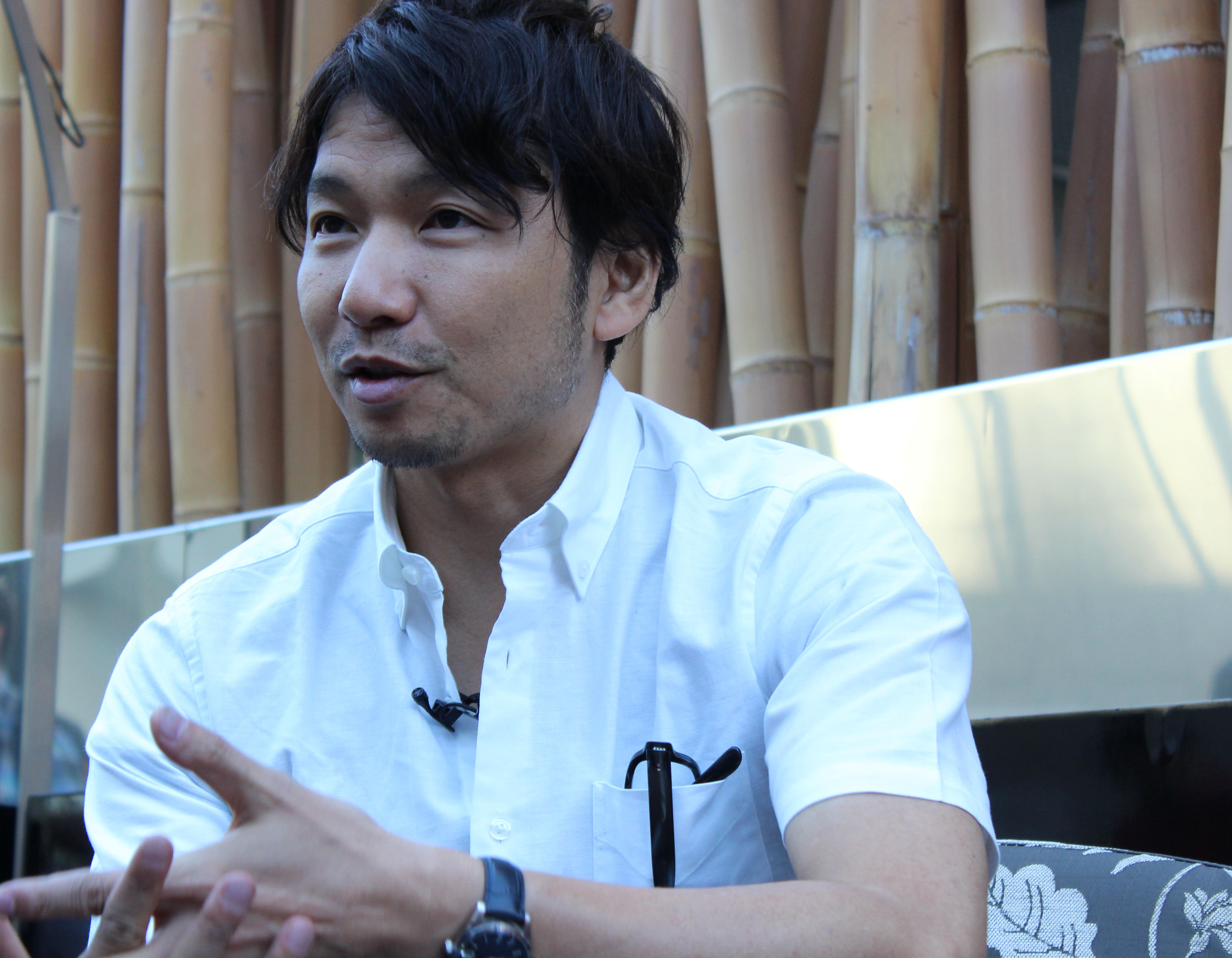
2017년의 우에다

1970년 4월 19일 다쓰노에서 태어난 우에다는 1993년 오사카 예술대학을 졸업했다. 1995년, 비주얼 아티스트로서 생계를 꾸려나가려 했으나 비디오 게임 업계에서 경력을 쌓기로 결심했다. 개발사 워프에 입사하여 게임 디렉터 에노 겐지 아래에서 세가 새턴용 게임 《에너미 제로》의 애니메이터로 일했다. 그는 게임이 일정에 뒤쳐져 모든 프로젝트 인원이 출시 기한을 맞추기 위해 평소보다 더 많은 일을 해야 했기에 이 시기를 "고된" 시간이었다고 묘사했다. 회사의 소유주이기도 했던 에노는 우에다가 뛰어난 디지털 아티스트는 아니라고 생각했지만, 그의 콘셉트와 디자인 재능을 높이 평가하여 직접 선발했다. 우에다는 워프에서 1년 반 동안 일했다.

## 경력

### 소니 컴퓨터 엔터테인먼트
1997년, 우에다는 소니 컴퓨터 엔터테인먼트 재팬에 입사했다. 스튜디오가 서드파티 개발사 지원에 주력하여 자체적으로는 게임 개발 경험이 거의 없었기에(대부분 《삐뽀사루 겟츄》 시리즈) 그는 자신만의 팀을 부여받아 《이코》 개발을 시작했다. 《이코》 이후, 우에다와 그의 소규모 팀은 《완다와 거상》 작업을 시작했다.
2007년 2월, 일본의 게임 잡지 《패미통》은 우에다와 그의 팀이 플레이스테이션 3용 게임을 개발 중이라고 보도했다. 이름이 밝혀지지 않은 이 작품에 대한 세부 사항은 공개되지 않았다. 2008년, 《플레이스테이션 매거진》 8월호에서 소니 월드와이드 스튜디오의 요시다 슈헤이는 《이코》와 《완다와 거상》이 각각 4년의 개발 기간이 걸렸다는 점을 언급하며 이 게임이 개발 중이지만 출시와는 거리가 있다는 점을 암시했다. 이 게임은 E3 2009에서 《더 라스트 가디언》으로 공개되었으며, 트레일러는 《이코》와 《완다와 거상》의 요소들이 혼합된 서사로, 이코를 닮은 어린 소년이 거상 크기의 동반자와 함께 퍼즐을 해결해나가는 내용을 보여주었다. 우에다는 후에 《더 라스트 가디언》이 이전 두 작품과 연관되어 있음을 확인했다.
2009년 G4tv.com과의 인터뷰에서 그는 밸브의 《하프라이프 2》의 컷신을 통한 스토리텔링 방식에 대한 감탄을 표현했으며, 직접적인 질문을 받았을 때 1인칭 게임 제작에 대한 관심을 내비쳤다.

### 젠디자인
2011년 12월 우에다는 《더 라스트 가디언》의 개발을 완료하기로 한 계약은 유지한 채 소니를 떠났다. 2014년 중반, 그는 팀 이코의 전직 멤버들과 함께 젠디자인(genDESIGN)을 설립하여 《더 라스트 가디언》의 개발 완료를 돕게 된다. E3 2015에서 《더 라스트 가디언》은 2016년 10월 25일 출시 예정으로 발표되었으나, 이후 2016년 12월 6일로 연기되었다.
2018년 9월, 우에다는 스튜디오가 콜룬나이츠 투자 펀드의 지원을 받아 새로운 게임의 프로토타입 제작 단계에 있다고 밝혔다. 2020년 3월, 에픽게임즈는 개발비 전액을 지원하고 두 회사가 수익을 반분하기로 했다고 발표했다. 2021년, 새로운 게임은 젠디자인의 신년 엽서를 통해 살짝 공개되었는데, 우에다의 이전 세 게임의 스크린샷과 함께 기계 구조물 아래의 한 인물을 보여주는 미확인 스크린샷이 포함되어 있었으며, 이는 새로운 게임의 일부로 추정된다.
2024년 게임 어워드에서 이 게임의 첫 트레일러가 공개되었다. 현재 게임의 정식 제목은 정해지지 않았으나 "프로젝트 로봇"이 개발명으로 사용되고 있다.

## 영향력 및 스타일
우에다 후미토는 자신을 매우 호기심 많은 아이였다고 설명하며 "물고기나 새 같은 생물을 잡아 기르는 것을 즐겼다. 그 외에도 애니메이션을 보고 만드는 것을 좋아했다. 기본적으로 움직이는 것에 관심이 많았던 것 같다"고 말했다. 학창 시절 그가 가장 좋아하는 과목 중 하나는 미술이었다. 그는 "만약 게임 업계에 종사하지 않았다면 고전 예술가가 되고 싶었을 것이다. 게임뿐만 아니라 영화, 소설, 만화 등 무언가를 표현하는 모든 것을 예술의 한 형식으로 생각한다"고 말했다.
우에다는 자신의 작업에 영향을 준 세가 메가 드라이브 게임을 많이 플레이했다. 또한 10대 시절에 아미가 컴퓨터 플랫폼 게임인 《플래시백》과 《어나더 월드》의 팬이었다. 그의 작품에 영향을 준 다른 게임으로는 《젤다의 전설》, 《버추어 파이터》, 《페르시아의 왕자》 등이 있다. 또한 에노 켄지의 작품과 만화 《은하철도 999》(1977년~1981년)의 영향을 받았다.
우에다의 게임들은 독특한 스타일을 가진 것으로 평가받는데, 우에다 본인은 이를 "제거를 통한 디자인"이라고 설명하며, 텅 빈 풍경, 과포화된 조명, 최소한의 스토리를 통해 자신의 게임에 개성 있고 독특한 느낌을 부여한다고 말한다. 우에다는 또한 비디오 게임에서는 게임플레이 메커니즘에 대한 아이디어가 먼저 만들어져야 하며, 이후 게임의 스토리가 이를 보완해야 한다고 말했다. 2008년, 《IGN》은 우에다를 역대 최고의 게임 제작자 100인 중 한 명으로 선정하면서, "말이 없거나 거의 없는 캐릭터들과 함께하는 분위기 있는 퍼즐 놀이터를 만드는 그의 재능은 고립감을 불러일으키면서도, 주인공들이 풍화된 화려한 감옥에서 탈출구나 구원을 찾으려 할 때 희망적인 느낌을 전달한다"고 평가했다.

## 참여 작품
| 연도 | 게임 제목             | 역할                                                  |
| ---- | --------------------- | ----------------------------------------------------- |
| 1996 | D의 식탁: 디렉터스 컷 | 애니메이터                                            |
| 1997 | 에너미 제로           | CGI 애니메이터                                        |
| 2001 | 이코                  | 디렉터, 게임 디자이너, 키 애니메이터, 캐릭터 디자이너 |
| 2005 | 완다와 거상           | 디렉터, 게임 디자이너, 작가                           |
| 2016 | 더 라스트 가디언      | 디렉터, 프로듀서, 게임 디자이너, 내러티브 디자이너    |
| TBA  | 프로젝트 로봇         | 디렉터                                                |